# 迪默湖 (梅克伦堡-前波美拉尼亚州)
53°34′53″N 11°12′10″E / 53.58139°N 11.20278°E

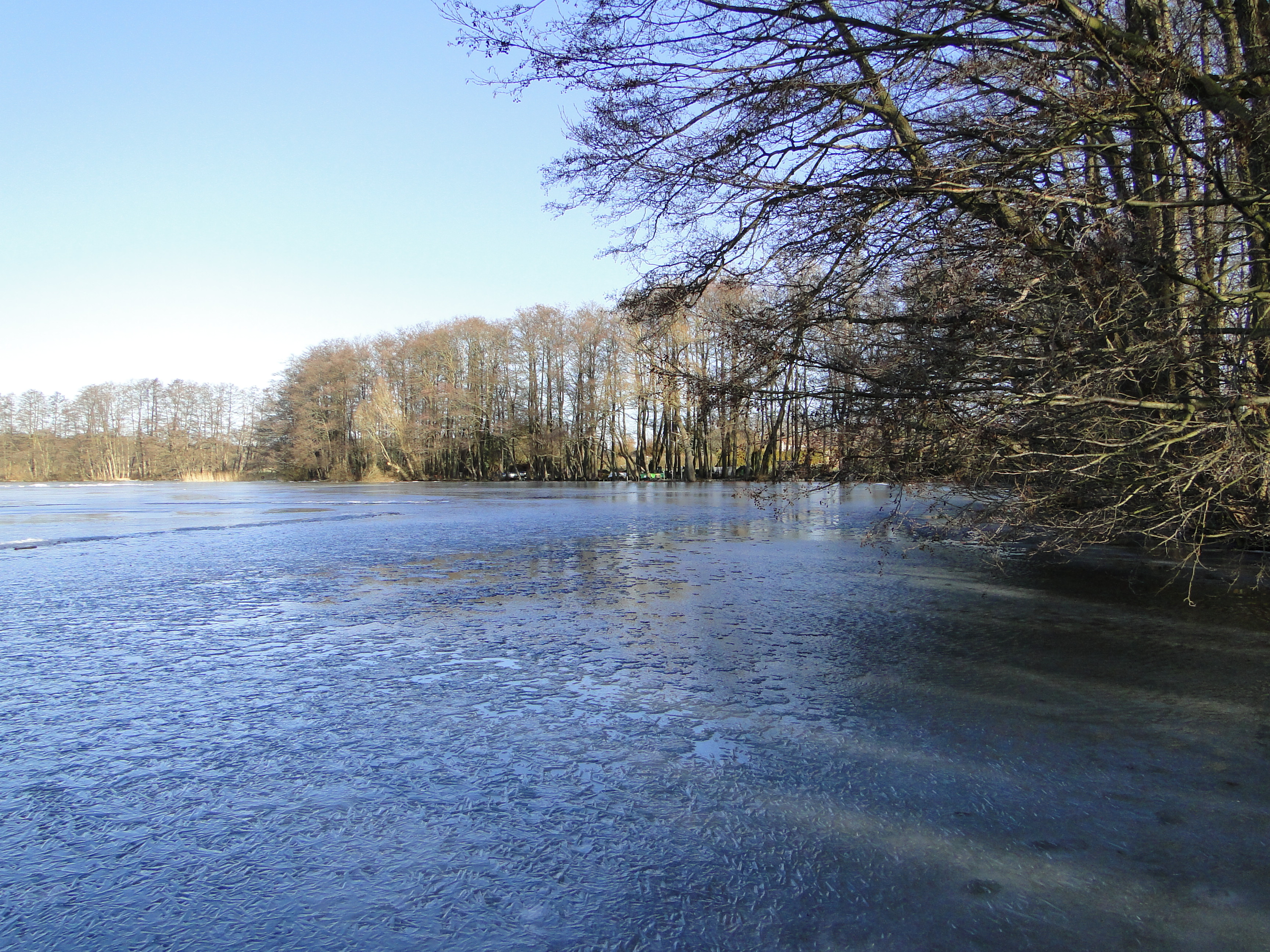

迪默湖（德語：Dümmersee）是德國梅克伦堡-前波美拉尼亚州的湖泊，長2.6公里、寬0.7公里，面積1.59平方公里，集水區面積24.6平方公里，海拔高度45.5米，平均水深7.9米，最大水深21.3米，蓄水量1,281萬立方米。